# Pocket Dream Console Touch
De Pocket Dream Console Touch (PDC Touch) is een draagbare spelcomputer en mediaplayer van de Chinese fabrikant Conny Technology. In de Benelux op de markt gebracht door Planet Interactive onder de naam Mi2. In Duitsland, Frankrijk, Portugal, Spanje en het Verenigd Koninkrijk door Videojet.

## Specificaties
| Processor           | 32 bits (MIPS-architectuur)                                                                                |
| Werkgeheugen        | 512 MB |
| Intern geheugen     | 16 GB |
| Extern geheugen     | SD/SDHC-kaart (tot maximaal 16 GB)                                                                         |
| Beeldscherm         | 3,0" lcd, 320 × 240 pixels, 18 bit-kleurdiepte, touchscreen, backlight                                     |
| Spelcomputer        | 100 voorgeïnstalleerde spellen (Mi2 XL: 105). Meer spellen zijn tegen betaling te downloaden via internet. |
| Videoformaten       | MP4, AVI                                                                                                   |
| Geluidsformaten     | MP3 |
| Afbeeldingsformaten | JPG |
| Camera              | Geïntegreerde fotocamera met 0,3 megapixels                                                                |
| Accelerometer       | Mogelijkheid tot spelbesturing middels beweging                                                            |
| Invoer              | D-pad, ABXY-knoppen, menu- en select-knoppen, fotocamera, microfoon, stylus                                |
| Uitvoer             | Geïntegreerde stereo-luidsprekers, hoofdtelefoon, tv-uit (composietvideo, inclusief geluid)                |
| pc-verbinding       | USB 2.0 High Speed                                                                                         |
| Voeding             | 3,7 V (1200 mAh) Li-Ion                                                                                    |
| Afmetingen          | 146 x 72 x 24 mm                                                                                           |
| Gewicht             | Niet bekend                                                                                                |

## Mi2 XL
In 2010 werd in de Benelux de Mi2 XL geïntroduceerd. De technische specificaties van de Mi2 XL zijn identiek aan de Pocket Dream Console Touch (Mi2) maar hij beschikt over vijf extra gelicentieerde spellen:
- Lingo
- Mens-erger-je-niet
- Party & Co Junior
- Pim-pam-pet
- Totally Spies

## Branding
De Pocket Dream Console Touch wordt ook verkocht onder de (merk)namen:
- Pocket Dream Console Touch
- Pocket Dream Console Touch Lithium
- M2
- Mi2